# Sirnarasa (Tanjungsari)
Sirnarasa is een bestuurslaag in het regentschap Bogor van de provincie West-Java, Indonesië. Sirnarasa telt 5427 inwoners (volkstelling 2010).